# جراحی عروق
جراحی عروق یک رشته نوین فوق تخصصی در عرصه علوم پزشکی است که در آن اختلالهای سیستم عروقی، بیماری‌های شریانها (سرخرگها)، وریدها (سیاهرگها) و رگهای لنفاوی (چربی) با روش‌های درمان دارویی، روش‌های نیمه تهاجمی با استفاده از سوندها و کاتترها و بازسازی سیستم عروقی با روشهای جراحی درمان می‌شوند. این رشته با داخلی قلب و عروق و جراحی قلب و عروق که موضوع آن بیماری‌های قلب، و عروق کرونری است متفاوت است. به دلیل وابستگی تمامی اعضای بدن به گردش خون وسعت این رشته از سر و گردن تا قفسه سینه و شکم و دست‌ها و پاها را شامل می‌شود. نمونه‌هایی از موضوعات این رشته عبارت است از: سکته‌های مغزی ناشی از تنگی عروق کاروتید، فشار خون ناشی از تنگی شریانهای کلیوی، نارسایی کلیه و دیالیز، نارسایی خون به دست‌ها و پاها، پیوند اعضاء، واریس، انسدادهای شریانی و وریدی، لنفادم، تعریق مرضی، مشکلات عروقی کبد، آنوریسم آئورت و فشار روی اعصاب محیطی می‌باشد. درمان این بیماری‌ها در بعضی موارد به صورت دارویی، در بخش قابل توجهی به صورت جراحی باز یا با روش‌های مدرن و کم تهاجمی مثل آنژیوپلاستی و استنت گذاری و آمبولیزاسیون یا لیزر انجام می‌شود که تمامی این اقدامات توسط جراح عروق انجام می‌شود.

این تخصص با پیشرفت جراحی عمومی و جراحی قلب و همچنین تکنیکهای نیمه تهاجمی پرتونگاری مداخله‌گر سیر تکاملی داشته‌است. جراح عروق برای تشخیص و درمان و اداره بیماری‌هایی که سیستم عروقی را درگیر می‌کنند (به جز عروق قلب و مغز) آموزش می‌بیند. جراحان قلب و ریه و متخصصین داخلی قلب به عروق قلب و جراحان اعصاب و نورورادیولوژیستها (رادیولوژی مداخله‌ای) به درمان بیماری‌های عروق مغز می‌پردازند.
عروق بدن در جریان تصلب شرایین ممکن است دچار تنگی یا انسداد شوند و از طرفی هم ممکن است گشادشدگی مرضی ایجاد گردد. علاوه بر آن سوانح و حوادث می‌تواند موجب پارگی عروق یا آسیب عروق شوند.
دکتر مقداد قاسمی گرجی .فوق تخصص جراحی عروق.  تخصص جراحی عمومی .رتبه برتر بورد تخصص جراحی ایران.  رتبه برتر آزمون ارتقای جراحی سال 97.  استاد و عضو هیات علمی دانشگاه علوم پزشکی شیراز.  کسب رتبه اول در سومین آزمون جامع دستیاران دوره فوق تخصصی جراحی عروق . کسب رتبه اول در هفتمین آزمون آمادگی دوره فوق تخصصی انجمن جراحان عروق . کسب رتبه اول در ششمین آزمون آمادگی دوره فوق تخصصی انجمن جراحان عروق.
»درمان واریس ، نارسایی سیاه رگی و بیماری های وریدی (به روش لیزر ، اسکلروتراپی یا جراحی باز و بسته)»تعبیه اکسس ها و دسترسی ها دیالیزی (پرمیکت، شانت یا فیستول و گرفت)تعبیه پورت های شیمی درمانی»درمان تنگی و انسداد های عروقی ( آنژیوگرافی ، آنژیوپلاستی ، جراحی باز و پیوند رگ)»درمان آنوریسم و بیماری های عروقی به روش جراحی یا اندوواسکولار (استنت گذاری)»پیشگیری و درمان زخم های دیابتی و اختلال خون رسانی اندام»درمان آسیب ، صدمات و ترومای عروقی.

## تاریخچه و سیر تکاملی
از اولین پیشگامان جراحی عروق، جراح روس نیکولای کوروتکوف که روش‌های اولیه جراحی را ابداع کرد و چارلز تئودور دوتر رادیولوژیست آمریکایی است که آنژیوپلاستی نیمه تهاجمی را ابداع کرد. از استرالیا کوشش رابرت پاتون کمک کرد که این رشته به عنوان یک تخصص ویژه شناخته شود. در دهه ۷۰ میلادی ادوین وایلی در سانفرانسیسکو یکی از اولین پیشتازان این رشته در آمریکا بود و آموزش‌های فوق تخصصی در جراحی عروق را گذراند و برای شناساندن این رشته به عنوان تخصص کوشید. پیشرفت علوم پزشکی در جهان به همراه پیشرفت فناوری‌های مؤثر که امکان جراحی میکروواسکولار را حتی بر روی شرایین انگشتی (دیژیتال) به وجود آورد. همچنین، به وجود آمدن ابزار لازم برای مداخلات داخل عروقی باعث شده که جراحی عروق جایگاه ویژه در علوم بالینی پیدا نماید.
در آمریکا ابتدا دوره جراحی قلب و سینه به صورت فوق‌تخصص به وجود آمد که اعمال جراحی قلب و عروق و توراکس را با هم انجام می‌داد، سپس جراحی عروق هویت مستقل پیدا نموده و با توجه به وسعت اعمال جراحی عروق و بخصوص ترمیم ضایعات ترومایی و ضایعات عروقی این فوق تخصص در سال ۱۹۷۹ به صورت یک دوره مستقل به تصویب American board of surgery رسید و بورد فوق تخصصی جراحی عروق به صورت رسمی آغاز به کار کرد.
در ایران هم با توجه به شروع جنگ ایران و عراق و بخصوص ضایعات عروقی در بیماران با ترومای جنگی نیاز به این دوره احساس شد و دوره تکمیلی تخصصی دو ساله جراحی عروق در ۱۲ خرداد ۱۳۶۵ به تصویب شورای آموزش پزشکی و تخصصی وقت رسید.
دوره تکمیلی تخصصی جراحی عروق از سال ۱۳۶۰ در بیمارستان آیت الله طالقانی تهران به‌طور رسمی با سرپرستی ایرج فاضل و در بیمارستان شهدای تجریش به سرپرستی محمدرضا کلانترمعتمد پایه‌گذاری شد و سپس این دوره در بیمارستان‌های سینا تهران توسط محمدرضا ظفرقندی و در مشهد نیز توسط محمد هادی سعید مدقق شروع شده و در بیمارستان فوق تخصصی جراحی عروق علوی مشهد فعالیت دارند.

## حوزه فعالیت
دسته‌های اصلی بیماری و روش‌های مربوط به آنها:
| شاخص / بیماری                        | روش |
| ------------------------------------ | --- |
| ایسکمی حاد اندام                     | Balloon embolectomyThrombectomyVascular bypass graftingقطع عضو                                                   |
| آنوریسم آئورت شکمی                   | Open aortic surgery Endovascular Aneurysm Repair (EVAR)                                                          |
| Aortic dissection                    | Open aortic surgery Thoracic Endovascular Aneurysm Repair (TEVAR)                                                |
| انسداد Aortoiliac                    | آنژیوپلاستی vascular bypass                                                                                      |
| آترواسکلروز                          | آنژیوپلاستی vascular bypass                                                                                      |
| بیماری بورگر                         | sympathectomy آنژیوپلاستی IV PGI bypass                                                                          |
| تنگی کاروتید                         | اندآرترکتومی کاروتید Carotid stenting                                                                            |
| بیماری مزمن کلیوی                    | Cimino fistula Dialysis catheter placement                                                                       |
| نارسایی مزمن وریدی                   | Endovenous laser treatment Vein stripping                                                                        |
| بیماری بافت همبند                    | |
| ترومبوز سیاهرگی عمقی                 | Inferior vena cava filter Thrombectomy                                                                           |
| Endoleak                             | |
| Fibromuscular dysplasia              | angioplasty |
| آرتریت گیجگاهی                       | |
| Lymphedema                           | Vascularized lymph node transfer Lymphaticovenous anastomosis Suction assisted lipectomy Low level laser therapy |
| ایسکمی مزانتریک                      | Surgical revascularization                                                                                       |
| بیماری انسداد شریانی محیطی           | آنژیوپلاستی با/بدون استنت گذاری Vascular bypass Endarterectomy Atherectomy                                       |
| Popliteal artery entrapment syndrome | |
| پرفشاری ورید باب                     | Portosystemic shunt                                                                                              |
| Pseudoaneurysm                       | Covered stent Surgical ligation with or without vascular bypass                                                  |
| آمبولی ریه                           | Inferior vena cava filter Suction thrombectomy                                                                   |
| Renovascular hypertension            | Surgical revascularization                                                                                       |
| سکته مغزی و حملات ایسکمیک گذرا       | Carotid endarterectomy                                                                                           |
| نشانگان خون‌دزدی زیرترقوه‌ای           | Medical management Carotid-subclavian bypass Angioplasty and stenting                                            |
| آنوریسم آئورت قفسه سینه              | Hybrid arch debranching Thoracic endovascular aneurysm repair                                                    |
| سندرم خروجی توراکس                   | Surgical decompression                                                                                           |
| رگهای واریسی                         | Vein stripping Sclerotherapy Endovenous Laser Treatment سیاهرگ‌بری سرپایی                                         |
| Vascular access steal syndrome       | آنژیوگرافی DRIL Revision using distal inflow MILLER banding                                                      |
| vascular access complications        | روش‌های کم‌تهاجمی جراحی open surgery رادیولوژی مداخله‌ای                                                            |

## جراحی عروق در ایران
بورد جراحی عروق با تصویب شورای گسترش در سال ۱۳۹۰ تشکیل گردید.امروزه در ایران فوق تخصص عروق می تواند به کمک جراحی کم تهاجمی اندوواسکولار بسیاری از بیماری ها از جمله واریکوسل، بزرگی پروستات، گرفتگی عروق پا، لاغری به کمک تغییراتی در معده و حتی زخم پای دیابتی نیز قابل درمان است.

## آموزش در ایران
در ایران پس از اتمام دوره پزشکی عمومی (۷ سال) داوطلبان در کنکور دستیاری شرکت می‌کنند تا در رشته جراحی عمومی پذیرفته شوند. بعد از اتمام این دوره که چهار سال به طول می‌انجامد در صورت قبولی در آزمون بورد تخصصی جراحی عمومی، فرد به عنوان جراح عمومی شناخته می‌گردد. بعد از قبولی در آزمون ورودی جراحی عروق دوره سه ساله این رشته فوق تخصصی شروع خواهد شد. در پایان این دوره مجدداً آزمون بورد فوق تخصصی برگزار خواهد شد. در ایران چندین مرکز آموزشی و پژوهشی در زمینه جراحی عروق فعالند.